# Teorema fundamentală a algebrei
Teorema fundamentală a algebrei afirmă că orice polinom neconstant cu o singură variabilă și coeficienți complecși are cel puțin o rădăcină complexă.
Întrucât mulțimea numerelor reale este inclusă în cea complexă, automat include și polinoamele cu coeficienți reali. Alte definiții echivalente sunt:
- „corpul numerelor complexe este corp algebric închis”;
- „Suma multiplicităților rădăcinilor oricărui polinom de grad n cu o singură variabilă și cu coeficienți complecși este exact n”

## Enunț, demonstrație
Teorema a fost enunțată drept conjectură de matematicianul german Peter Roth și publicată pentru prima dată în 1608, în cartea sa Arithmetica Philosophica, tipărită la Nürnberg de tipograful și librarul Johann Lantzenberger . 
Prima sa demonstrație riguroasă publicată se datorează matematicianului și librarului francez Jean-Robert Argand, două secole mai târziu, în 1806.